# Класичне науке
Класичне науке представљају проучавање класичне антике. Ово обухвата проучавање грчко-римског света, посебно њихових језика и књижевности (старогрчки и класични латински), али такође укључује проучавање грчко-римске филозофије, историје и археологије. Традиционално на Западу се учење класичних наука сматра једаним од темеља хуманистике и неопходним делом заобљеног образовања. Класичне науке су дуго и биле основа било каквог високог образовања.

## Етимологија
Реч класика из класичних наука потиче од латинског придева classicus, што значи "припадање највишој класи грађана". Реч је служила за описвање припаднека највише образоване класе у Риму. У 2. веку пре нове ере се ова реч користи у литарарној критици за опис писаца највишег квалитета. На пример, Аулус Гелиус наводи classicus као антоним лошем писцу који се називао proletarius. До 6. века нове ере, реч добија друго значење, ученици у школи.  Зато данас ова реч има два значења: књижевност највећег квалитета и стандардни текстови који се користе у настави.

## Историја

### Средњи век
Док је латински био доста утицајан, грчки језик и грчка књижевност су опстали само због њихових превода на латински. Дела великих грчких писаца попут Хесиода, ког су знали сви образовани Европљани, нису била доступна токо средњег века. Осим ове непопуларности, такође је постојала и разлика у класичним делима која су се ценила у средњем веку и данас. Катул, на пример, је био скоро потпуно непознат у средњовековном периоду. Популарност различитих аутора се такође повећавала и смањивала током овог периода: Лукреције, популаран током Каролиншке ренесансе, се једва читао у 12 веку.

### Ренесанса
Доба Ренесансе је довело до повећања изучавања античке књижевности и историје, као и оживљавања класичних стилова латинског језика. Од 14. века почевши у Италији, ренесансни хуманизам, интелектуални покрет који се "залаже за учење и имитацију класичне антике" се развијао и ширио Европом. Хуманизам је извршио реформу у образовању у Европи, представљањем ширег спектра латинских аутора, као и повратком учења грчког језика и књижевности у Западну Европу. Ово поновно увођење су иницирали Петрарка (1304—1374) и Бокачо (1313—1375), који је платио да се преведу Хомерови епови. Ова реформа у образовању се проширила у све државе без обзира на њихово верско уређење. Усвојили су је и католици и језуити и протестанти.

### Неокласицизам
Крајем 17. и 18. век је био период у западноевропској књижевној историје који је највише повезана са класичном традицијом, јер су писци намерно користили класичне моделе. Класични модели су се толико ценили да драме Вилијама Шекспира биле поново написане неокласичним стилом и ове "побољшане" верзије су се приказивале током 18. века.
Са почетка 18. века учење грчког постаје све значајније у односу на латински.
У овом периоду Јохан Винкелман износи тврдње да о супериорности грчке ликовне уметности, док Готхолд Ефрајм Лесинг "врађа Хомера у центар уметничких достигнућа". У Великој Британији, учење грчког у школама почиње крајем 18. века.

### 19. век
У 19. веку је утицај класичног света и вредност класичног образовања почела да опада, посебно у САД где су се класичне науке критиковале због њеног елитизма. До 19. века, врло мало нове књижевности се писало на латинском – пракса која је трајала све до 18. века – и тиме се смањује значај латинског језика. Сходно томе, класично образовање 19. века почиње све више и више да умањује важност вештине писања и говорења латинског. У Уједињеном Краљевству је овај процес трајао дуже него у другим местима. Компоновање је наставило да буде доминантан део класичне вештине у Енглеској до 1870-их, када су нови правци у оквиру дисциплине почели да добијају популарност.
У истој деценији су се појавили први проблеми са захтевом да се грчки језик на универзитетима у Оксфорду и Кембриџу избаци из наставе, иако неће бити трајно укинут још 50 година.
Иако је утицај класике као доминантог начина образовања у земљама Европе и Северне Америке у паду током 19. веку, дисциплина се брзо развија у овом периоду. Класичне науке постају систематичаније и више научне, поготово са "новом филологијом" која настаје крајем 18. и почетком 19. века. Сфера употребе се такоже ширла: у 19. веку античка историја и класична археологија постају предмет изучавања класичних наука и нису више одвојене дисциплине.

### 20. век до данас
Током 20. века проучавање класичних наука постаје мање уобичајно. У Енглеској, на пример, Оксфорд и Кембриџ универзитети више не захтевају од студената да познају грчки од 1920. године, а и латински од краја 1950-их. Када је уведен Национални наставни план и програм у Енглеској, Велсу и Северној Ирској 1988. године, нису се помињале класичне науке. До 2003. године, само око 10% државних школа у Уједињеном Краљевству је нудило класичне предмете ученицима да похађају.
Међутим, проучавање класичних наука није опало тако брзо свуда у Европи. Иако постоји јавно мњење у Италији да латински није битан део образовања, он је и даље обавезан у већини средњих школа.

## Под-дисциплине
Једна од значајних карактеристика савременог проучавања класичних наука је различитост поља. Иако је традиционално студија посвећена античкој Грчкој и Риму, студија покрива цео антички свет Медитерана и на тај начин се студија проширује на северну Африку и део Блиског истока.

### Филологија
Филологија је студија језика који је сачуван у записаним изворима; класична филологија се бави разумевањем текстова класичног периода који су написани на класичним језицима латинског и грчког.
Корени класичне филологије леже у ренесанси, јер су се тада хуманистички интелектуалци вратили проучавању латинског класичног периода, посебно Цицерона. У овом периоду су научници кренули да прикупљају тачнија издања античких текстова.
Неки од принципа филологије из овог периода се користе и данас. На пример, у зависности од тога да ли је рукопис копија ранијег дела, онда се ова копија не може користити за изчавање старијег дела.
Други филолошких инструменати су се касније развили.
Модерна дисциплина класичне филологије је настала у Немачкој почетком 19. века. Током овог педиода су постављени научни принципи филологије у једну целину, са циљем да се обезбеди скуп правила по којима научници могу да се утврде који рукописи су најтачнији. Ова "нова филологија" како је називана је концентрисана око изградње родослова рукописа, са којима се може наслутити хипотетички заједнички предак ближи оригиналном тексту од свих постојећих рукописа. Ово су радили како би тог заједничког претка могли реконструисати и тумачити.

### Археологија
Класична археологија је најстарија грана археологије са коренима у раду Јохана Винкелмана у Херкуланеум током 1760-их година. Међутим, све до последњих деценија 19. века класична археологија  није била део класичних наука.
У другој половини 19. века је Шлиман ископавао Троју и Микену, што су била прва ископавања у Олимпији и Делос. Током истог периода је Артур Еванс вршио ископавања на Криту, посебно у Кнососу. У овом периоду су основана нека од најважнијих археолошких удружења, као и бројни страни археолошки институти у Атини и Риму.
Класична археологија није играла значајну улогу у теоријским променама које су се дешавале у остатку дисциплине. Класичну археологију је скоро заобишла такозвана "нова археологија" или процесна археологија 1960-их. Нову археологију и даље критикују традиционални научници класичне археологије упркос широко признању које добија.

### Историја уметности
Неки историчари уметности фокусирају своја истраживања на развој уметности у класичном свету. Уметност и архитектура античког Рима и Грчке је веома добро прихваћена и остаје у центру уметности данас. На пример, античка грчка архитектура нам је дала класични ред: дорски, јонски и коринтски. Партенон је и даље је архитектонски симбол класичног света.
Грчка скулптура је добро позната и знамо имена неколико грчких уметника: на пример Фидија.

### Историја
Са филологијом, археологијом, историјом уметности, научници настоје да разумеју историју и културу цивилизације кроз критичко истраживање важних књижевних и материјалних артефаката. Ово раде да би створили историјску нарацију античког света и његовог народа. Задатак је компликован због недостатка материјалних доказа: на пример, Спарта је постала водећа грчка град-држава, али сав материјал за изучавање овог периода долази од Атине, њеног непријатељског полиса. Или, Римско царство је уништило већину доказа (културих артефаката) претходно освојених цивилизација као што су етрурци.

### Филозофија
Реч филозофија потиче од грчке речи φιλοσοφία, што значи "љубав према мудрости". Дисциплина филозофије какву данас знамо има своје корене у античкој грчкој, и по речима Мартина Веста "филозофија какву је знамо је грчка творевина". Античка филозофија се традиционално дели на три гране: логику, физику и етику. Међутим, не могу се сви радови античких филозофа класификовати у једну од ове три гране. На пример, Аристотелова  Реторика и Поетика се традиционално класификују на западу као "етика", али у арапском свету су ова дела била груписана у логику; у стварности, дела се не уклапају уредно у било коју категорију.
Од последње деценије 18. века, научници који су изучавали античку филозофију су почели да проучавају дисциплину историјски. Раније рад на античкој филозофији није био по хронолошком редоследу, нити се реконструисао њихов начин размишљања.

## Класична Грчка
Античка Грчка је била цивилизација која припада периоду грчке историје у трајању од архајског периода, почев од 8. века пре нове ере до римског освајања Грчке после битке код Коринта 146. године пре нове ере. Класични период, током 5. и 4. века пре нове ере се традиционално сматра врхунцем грчке цивилизације. Сматра се да овај период почиње првим грчко-персијским ратом, а завршава се смрћу Александра Македонског.
Класична грчка култура је имала снажан утицај на Римско царство, које преноси визију ове културе на многе делове Медитерана и Европе. Због овога се сматра да је класична Грчка обезбедила основ западне цивилизације.

### Језик
Старогрчки је историјска фаза у развоју грчког језика која прекрива период од покрива архајски (од 8. до 6. века пре нове ере), класични (5. и 4. век пре нове ере) и хеленистички (од 3. п. н. е. до 6. века нове ере) период античке Грчке. Од овог језика је старији микенски језик из 2. миленијума пре нове ере. Хеленистичка фаза је позната као коине ("општи") или библијски грчки језик, а каснији период мутира у средњовековни грчки. Коине се третира као посебна историјска фаза, иако у свом раном облику подсећа на класични грчки. До коине периода, старогрчки је имао неколико редионалних дијалекта.
Старогрчки језик је био језик Хомера и класичних атинских историчара, драмских писаца и филозофа. И данас су у употреби у европским језицима неке речи које се етимолошки могу пратити уназад до старогрчког. Заједно са латинским је био језик који су учени људи морали да познају још од ренесансе.

### Књижевност
Најранија очувана дела грчке књижевности су епске поезије. Хомерова Илијада и Одисеја су најранији епови које имамо и датирају у 8. век пре нове ере. Ови рани епови су били усмена књижевност која се није записивала.
Отприлике у исто време када су настали Хомерови епови је грчки алфабет уведен; најранији запис је из око 750. године пре нове ере.
Европска драме је измишљена у античкој Грчкој. Традиционално се преписује Теспиду, отприлике средином 6. века пре нове ере, иако имамо примере ранијих драпа попут Есхипове трагедије Персијанци која датира из 472. године пре нове ере. Рана грчка трагедија је извођена помоћу хора и два глумца, али до краја Есхиповог живота је уведен и трећи глумац. Могуће је или да је он одговоран за ову иновацију или је то дело Софокла. Последње грчке драме се преписују Еурипиду и Софоклу, што је око 5. века пре нове ере.
Комедија се појављује након драме, а најраније дело се преписује Аристофану 425. године пре нове ере. Међутим, комедија сеже још до 486. године пре нове ере, када је на Дионизијском фестивалу био конкурс за комедију, чак и пре конкурса за трагедију. Комедија 5. века је позната као стара комедија, а у њих спадају 11 представе Аристофана, као и неколико фрагмената. Шездесет година након завршетка Аристофанове каријере, следећи аутор комедија који је имао значајна дела која су преживела до данас је Менандар, чији се стил назива нова комедија.
Два најпознатија историчара класичног периода су Херодот и Тукидид. Херодот се назива оцем историје, и његова Историја садржи прву истински књижевну употребу прозе у западноевропској књижевности. Од ове двојице, Тукидид је био опрезнији историчар. Његово критичко коришћење извора, укључивање докумената и мукотрпног истраживања историје Пелопонеског рата је значајно утицало на наредне генерације историчара. Ипак, највећи успех током 4. века у је у филозофији. Било је доста филозофа у овом периоду, али се тројица издвајају до данас: Сократ, Платон и Аристотел. Они су имали огроман утицај на Западно друштво који се осећа до данас.

### Митологија и религија
Грчка митологија је корпус митова и легенди који припадају древним Грцима. У вези су са њиховим боговима и херојима, природи света, као и пореклом и значењем њихових сопствених култова и ритуала. Ови митови су били део религије у античке Грчке. Модерни научници изучавају митове у покушају да осветле грчке верске и политичке институције, али и да разумеју природу стварања митова.
Грчка религија обухвата скуп веровања и обреда који су се практиковали у античкој Грчкој у облику популарних јавних религија и духовне праксе. Ове различите групе су довољно разноврсне да би се могло говорити о грчким религијама или "култовима" у множини, иако већина од њих има заједничке карактеристике. Поред тога, њихова религија се проширила ван Грчке и на суседна острва.
Многи грци су препознавали главне богове и богиње: Зевса, Посејдона, Хада, Аполона, Артемиду, Афродиту, Ареса, Диониса, Хефеста, Атину, Хермеса, Деметеру, Хестију и Херу. Међутим, филозофије као што су стоицизам и неки облици платонизма користе изразе који би могли означити једно божанство. Различитим градови су често обожавали иста божанства, јер је био обичај да полис има свог бога заштитника.

### Филозофија
Најранији облик грчке филозифије је из 6 века пре нове ере, када је, према Аристотелу живео Талес из Милета, први грчки филозоф. Други утицајни пресократовски филозофи су Питагора и Хераклит. Свакако најпознатији и најутицајнији антички грчки филозоф је био Сократ, иако он ништа ије написао. О Сократу и његовом учењу знамо на основу онога што је записао његов ученик Платон, исто врло утицајни филозоф. Још један утицајни филозоф овог периода је Аристотел, који је студирао у Платоновој Академији пре него што је основао своју школу познату као Лицеј. Касније грчке филозофске школе су киници, стоици и епикуријанци, који су били утицајни и у Риму и посткласичном свету. Чак је и Римски цар Марко Аурелије био стоички филозоф.
Грчка филозофија је разматрала широк опсег питања, укључујући политичку филозофију, етику, метафизику, онтологију и логику, као и дисциплине које се данас не сматрају делом филозофије, попут физике, хемије, биологије и реторике.

## Класични Рим

### Језик
Језик античког Рима је био латински, члана породице италских језика. Најранији латински натпис потиче из 7. века пре нове ере и налази се на фибули. Латински између овог периода и почетка 1. века пре нове ере је познат као стари латински. Већина сачуване латинске књижевности је на класичном латинском, од 1. века п. н. е. до 2. века нове ере. Након овога се језик развио у касни латински. Касни латински је преживео након краја класичне антике и замењен је романским језицима отприлике у 9. веку. Заједно са књижевним облицима латинског постојали су разни облици народних дијалеката, обично познати као вулгарани латински током антике.

### Књижевност
Најранији од преживелих латинских аутора који су писали на старом латинском језику су драмски писаци Плаут и Теренције. Најпознатија и најцененија дела су писали током класичног периода песници као што су Вергилије, Хорације и Овидије; историчари као што су Јулије Цезар и Тацит; говорници као што је Цицерон; и филозофи као што су Сенека и Лукреција. Каснијим латински аутори су многи хришћански писци као што су Лактанције, Тертулијан и Амброзије; и не-хришћанских аутори као што је историчар Амијан Маркелин.

### Историја
Према легенди, град Рим је основан 753. године пре нове ере, али у стварности је ово место било насељено од око 1.000. године пре нове ере, када је Палатин био насељен. Градом су првобитно владали краљеви, прво римски, а онда етрурски. Током 6. века пре нове ере, град је имао утицај на цео Латиум. На крају 6. века – по предањима, 510. године п. н. е. – краљеви су протерани, а град је постао република.
Око 387. године пре нове ере, Рим је опљачкан од стране гала после битке на Алији. Брзо се опоравио од овог понижавајућег пораза, и 381. године становници Тускула су постали римски грађани. То је био први пут када је римско држављанство проширено на том путу. Рим је проширио сферу свог утицаја док 269. године п. н. е.  цело италијанско полуострво није било под Римском влашћу. Убрзо након тога, 264. први Пунски рат је почео и трајао је до 241. године. Други Пунски рат је почео 218. године п. н. е., а до краја ове године Картагински генерал Ханибал је напао Италију. Ханибал је Риму нанео страшан пораз, посебно код Кане; највећа војска Рима икада окупљења је уништена, а један од два конзула који су је водили је убијен. Међутим, Рим је наставио да се бори и анексирао је већи део Шпаније и на крају је победио Картагину и тиме постао највећа сила западног Медитерана.

## У Србији
У Србији се класичне науке могу студирати само на Филозофском факултету у Београду. Настава класичних језика у Србији почиње у устаничкој Великој школи и Лицеју почетком 19. века. Године 1875. основана је Катедра за класичне језике и књижевност, а 1900. године је класична филологија издвојена у посебну групу. Данас се на Одељењу за класичне науке на основним, мастер и докторским студијама предају предмети из области грчке и латинске лингвистике, грчке и римске књижевности, византијске филологије, познолатинске филологије и културне историје антике. На одељењу предаје 17 професора.

## Наслеђе класичног света
Класични језици античког Медитерана су утицали на све европске језике. Латински је постао међународни lingua franca у питањима дипломатије, науке, филозофије и религије све до 17. века. Много пре тога, латински се претворио у романске језике, а старогрчки у савремени грчки и његове дијалкте. Многи научни и филозофски називи потичу из ова два језика управо због њхиховог значаја за ове области, а римска Католичка црква и даље користи латински као свој службени језик.
Латински је имао утицај далеко изван античког света. Он је наставио да буде доминантан језик у Европи после пада Римског царства. Савремени романски језици као што су француски, шпански, румунски и италијански потичу од латинског. На латински се и даље гледа као на фундаментални аспект европске културе.
Наслеђе класичног света није ограничено само на утицај класичних језика. Римско царство је узето као модел за наставак европских империја као што су шпанска и британска империја. Класична уметност је преузета као модел у каснијим периодима – средњовековна романичка архитектура, доба простетитељства и класицизам у књижевности су били под утицајем класичног света. Утицај се може видети и индиректно, као пример је роман Џејмс Џојсија Илијада, назван по истоименом делу Хомера.